# Stictoleptura martini
Stictoleptura martini là một loài bọ cánh cứng trong họ Cerambycidae.